# Amazona galtagroga
L'amazona galtagroga (Amazona autumnalis) és una espècie d'ocell de la família dels psitàcids que habita boscos, manglars, sabanes i conreus de la zona Neotropical, des del vessant oriental de Mèxic, cap al sud (absent de la Península del Yucatán), a través d'Amèrica Central fins a Panamà, oest i nord de Colòmbia, oest de l'Equador i nord-oest de Veneçuela.

## Subespècies
S'han descrit tres subespècies:
- A. a. autumnalis (Linnaeus, 1758). Des de Mèxic oriental fins Nicaragua septentrional.
- A. a. salvini (Salvadori, 1891). Des del nord de Nicaragua fins al SO de Colòmbia i NO de Veneçuela.
- A. a. lilacina Lesson, R, 1844. De l'oest de l'Equador. Aquesta subespècie és considerada una espècie de ple dret com amazona de l'Equador (Amazona lilacina) per alguns autors.[1]